# لمبران (کلبجر)
لمبران (ترکی آذربایجانی: Ləmbəran) یک منطقهٔ مسکونی در جمهوری آرتساخ است که در استان شاهومیان واقع شده‌است.